# Xenocalamus bicolor
Xenocalamus bicolor – gatunek jadowitego węża z podrodziny aparalakt (Aparallactinae) w rodzinie gleboryjcowatych (Atractaspididae).
Obecnie w obrębie gatunku wyróżnia się następujące podgatunki:
- Xenocalamus bicolor australis FitzSimons, 1946
- Xenocalamus bicolor bicolor Günther, 1868
- Xenocalamus bicolor lineatus Roux, 1907
- Xenocalamus bicolor machadoi Laurent, 1954

Osobniki tego gatunku osiągają rozmiary od 25 do 35 centymetrów. Najdłuższa zanotowana samica mierzyła 68 centymetrów, samiec zaś 59 centymetrów. Ubarwienie tego węża jest zmienne. Grzbietowa część ciała jest barwy czarnej do purpurowo-brązowej, boki żółte, brzuch biały. Żyją na terenach piaszczystych, ryjąc głęboko w piasku.
Samica w lecie składa 3 do 4 wydłużonych jaj o wymiarach 40-47 x 15 mm. Młode węże po urodzeniu mierzą 20 cm.
Występuje w południowej części Afryki – w Angoli, południowej części Demokratycznej Republiki Konga, w Namibii, Botswanie, RPA, Mozambiku oraz Zimbabwe.